# Henry Clarke Corbin
Pour les articles homonymes, voir Corbin.
Henry Clark Corbin (15 septembre 1842 - 8 septembre 1909) est un officier de l'armée des États-Unis qui sert en tant qu'adjudant général de l'armée américaine de 1898 à 1904.

## Vie et carrière
Il naît à Monroe Township, dans le Comté de Clermont, Ohio, et suit sa scolarité à l'école et étudie le droit, lorsque de la guerre de Sécession éclate. Corbin s'engage comme volontaire en tant que second lieutenant dans le 83rd Ohio Infantry en juillet 1862 et est transféré dans le 79th Ohio Infantry le mois prochain. En novembre 1863, il est nommé commandant dans le 14th United States Colored Infantry. Il finit par passer lieutenant-colonel et colonel de ce régiment, et participe à la bataille de Decatur et de la Bataille de Nashville. Il quitte le service actif des volontaires en mars 1866.
Après la guerre, il devient compagnon de première classe de l'ordre militaire de la légion loyale des États-Unis, une société militaire composée d'officiers de l'Union et de leurs descendants.
En mai 1866, il est nommé second lieutenant dans le 17e régiment de l'armée régulière. Il est promu capitaine dans le 38th Infanterie, un régiment de Buffalo Soldier, en juillet 1866. Le 38th Infantry est consolidé avec le 41th Infantry pour former le 24e régiment d'infanterie en novembre 1869.

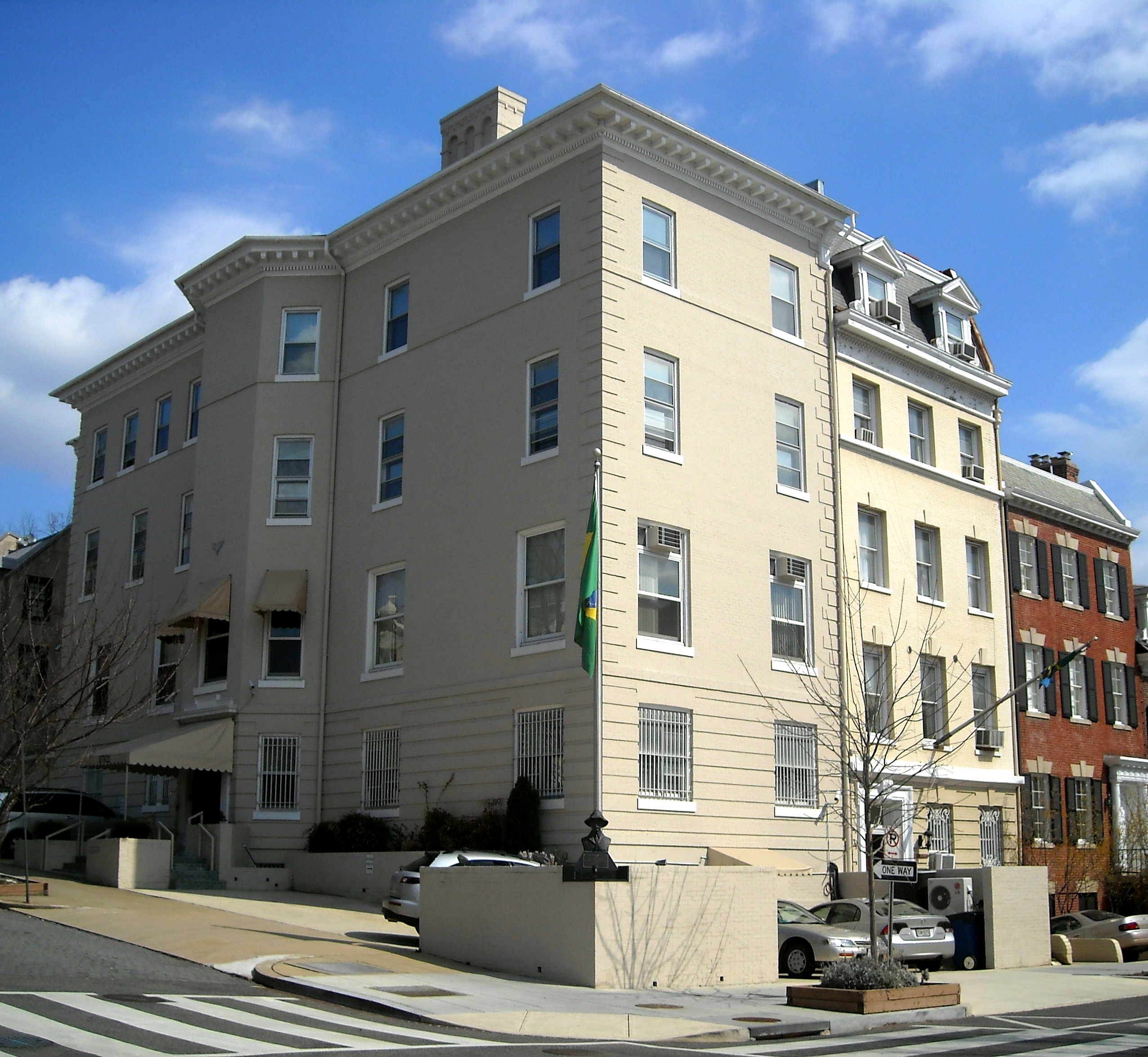
Ancienne résidence de Corbin à Washington

Corbin est nommé dans l'état-major du président Rutherford B. Hayes, servant à la Maison-Blanche de 1877 à 1881. Il est l'assistant du successeur de Hayes, James A. Garfield, quand Garfield est abattu en 1881, et est présent lors de sa mort à Elberon (New Jersey). Il devient commandant dans le département de l'adjudant général en juin 1880, en service dans le département du Sud et le département du Missouri. Il est promu lieutenant-colonel en juin 1889, en service dans le département de l'Arizona, le bureau de l'adjudant général à Washington, et le département de l'Est. En mai 1896, il retourne dans le département de l'adjudant général à Washington en tant que colonel.
Il est promu adjudant général de l'armée des États-Unis avec le grade de brigadier général en février 1898. Il est promu major général en juin 1900. Il prend le commandement de la nouvelle division de l'Atlantique en janvier 1904, puis reçoit le commandement de la division des Philippines en novembre 1904. Il prend le commandement de la division du Nord en février 1906 et est promu lieutenant général en avril 1906. Il prend sa retraite en septembre 1906, et meurt en septembre 1909 à Washington. Il est enterré au cimetière national d'Arlington.
Son portrait a été peint au moins deux fois par l'artiste américain d'origine suisse Adolfo Müller-Ury, une fois en 1899, puis en 1904, le dernier a été offert par Mme Edythe Patten Corbin à la collection nationale des beaux arts, du Smithsonian Institution, à Washington, en 1941, et transféré à la National Portrait Gallery en 1971.

### Articles
- (en) « Gen. Corbin To Go To the Philippines : Surprise in Assignment to Succeed Gen. Wade. », New York Times,‎ 17 juin 1904 (lire en ligne).

### Ouvrages
- (en) Adjutant General's Office, Official Army Register for 1907, Washington, United States Department of War, 1906, p. 397.
- (en) Merrill Edward Gates, Men of Mark in America: Ideals of American Life Told in Biographies of Eminent Living Americans, Volume I, Washington, Men of Mark Publishing Company, 1905, 240–242 p. (lire en ligne).
- (en) Lewis Randolph Hamersly, Records of Living Officers of the United States Army, Philadelphie, L. R. Hamersly & Co., 1883, 12–13 p. (lire en ligne).
- (en) Gary L. Knepp, The Autobiography of Henry Clark Corbin, Batavia, Ohio, Cragburn Publishing, 2003 (OCLC 56017894).